# Зеленин, Егор Николаевич
Его́р (Гео́ргий) Никола́евич Зеле́нин (23 апреля [5 мая] 1818 — до 1894) — отставной подполковник русской армии, топограф. Участник Среднеазиатских походов.

## Биография

### Происхождение
Происходил из солдатских детей, потомственных дворян Оренбургской губернии. Православного вероисповедания.

### Военная служба
Воспитание получил в Оренбургском батальоне военных кантонистов, откуда 3 февраля 1834 года был выпущен топографом 3-го класса в 1-ю полуроту топографов роты № 4. В его формулярном списке значилось, что знал «Закон божий, грамматику, арифметику, алгебру до уравнения 3-й степени, начальное основание плоской тригонометрии, Российскую географию, геометрию, черчение планов, инструментальную и глазомерную съёмку». 1 января 1836 года произведён во 2-й класс. В унтер-офицерском чине с 6 декабря 1837 года.
В 1839 году вместе со своим братом Иваном (род. 1819, также выпускник Оренбургского батальона военных кантонистов) принял участие в зимнем походе на Хиву под начальством командира Отдельного Оренбургского корпуса генерал-адъютанта В. А. Перовского.
С 12 мая по 15 сентября 1841 года, также с братом, участвовал в экспедиции Генштаба подполковника И. Ф. Бларамберга в Бухарское и Хивинское ханства, производя во время того похода съёмку и маршрут движения отряда.
С 1 августа 1842 года по 12 марта 1843 года Зеленин находился в составе русского посольства в Хиву, возглавляемого полковником Г. И. Данилевским. При этом он выполнял секретные поручения — составлял топографическую карту Хивы, а также её окрестностей и оазисов. Ввиду пристальной слежки за русским посольством, Зеленину приходилось прибегать к жёсткой конспирации. Понимая немного по-хивински, он интересовался у уличных торговцев о названиях тех или иных арыков, канав, садов и пр. Расстояние между пунктами вымерял шагами, а их количество обозначал перочинным ножом на коре дыни, которую покупал для этой цели и ходил с ней. Возвращаясь же домой, переводил свои «каббалистические» знаки и заметки на бумагу. По словам И. Н. Захарьина, «Малейшая оплошность, или просто неосторожность, в этом деле могла стоить жизни не только самому Зеленину, но, пожалуй, и всему посольству».
17 апреля 1843 года за отличие по службе произведён прапорщики, с назначением в военно-рабочий № 4 батальон, куда не прибывая, по распоряжению командира Отдельного Сибирского корпуса генерал-лейтенанта П. Д. Горчакова находился при экспедиции в Киргизскую степь для подавления восстания султана Кенесары Касымова.
9 декабря 1843 года, был переведён в линейный Оренбургский батальон № 2, куда не прибывая, приказом командира корпуса от 31 декабря того же года за № 262 остался при чертёжной Генерального штаба. С 13 июня 1845 по 13 февраля 1846 года состоял при комиссии для геодезических работ в землях Уральского казачьего войска и казахов внутренней Букеевской орды. В то же время, 17 ноября 1845 года был переведён в линейный Оренбургский батальон № 6, куда, также не прибывая, приказом от 1 января 1846 года по 23-й пехотной дивизии оставался при той же чертёжной Генштаба.
9 июля 1846 года был командирован в Киргизскую степь, где в составе отряда под начальством обер-квартирмейстера Отдельного Оренбургского корпуса полковника И. Ф. Бларамберга, посланного в район Мугоджарских гор в верховьях реки Эмбы, проводил съёмку местности при выборе места для возведения там укрепления. В 1847 году принимал участие в составлении маршрутной карты Пермской губернии, а позже проводил инструментальные съёмки Оренбургской губернии.
11 июня 1847 года за отличие по службе был переведён в Корпус топографов. 30 марта 1852 года, также за отличие по службе получил чин подпоручика, 15 апреля 1856 — поручика (на вакансию), 17 апреля 1861 — штабс-капитана, а 19 апреля 1864 — капитана (на вакансию).
Высочайшим приказом от 13 августа 1866 года был назначен воинским начальником форта Александровский, с зачислением майором по армейской пехоте (переименован из капитанов корпуса топографов). Во время Адаевского восстания 1870 года с 5 по 9 апреля руководил тяжёлой обороной форта. Как писал сам Зеленин,
Бывши офицером корпуса топографов, я в продолжение своей службы, более 20 лет, бывал командирован в Киргизскую степь, имел столкновение с киргизами, но такого отчаянного и упорного нападения не ожидал.
Как отмечал П. Л. Юдин, после подавления Адаевского восстания все его участники были «хорошо награждены», однако «почти позабыты» были защитники Александровского форта. Сам Зеленин 7 мая 1871 года был отчислен от должности с оставлением по армейской пехоте, и только после поднятия того вопроса генерал-адъютантом князем Л. И. Меликовым, гарнизон получил должное, а Зеленин 26 июля 1871 года за военные отличия был награждён чином подполковника.

### Отставка
25 января 1872 года Высочайшим приказом, согласно положениям Свода военных постановлений, Зеленин был уволен от службы, как состоявший по роду оружия без определённой должности. При этом уволен он был без мундира и пенсии, ввиду отсутствия соответствующего на то ходатайства стороны его начальства, так как состоял без должности.
После отставки Зеленин поселился в имевшемся у него «благоприобретённом» деревянном доме в Оренбурге. Оттуда в июле 1872 года он подал прошение о назначении ему хотя бы пенсии из эмеритальной кассы. В дело то вмешался лично командующий войсками Дагестанской области генерал-адъютант князь Л. И. Меликов, который помимо эмеритальной пенсии ходатайствовал и о награждении Зеленина мундиром и полной пенсией. При этом князь Меликов указывал на свыше, чем 25-летнюю службу Зеленина, особо отмечая, что проходила она на границе. Вскоре последовала собственноручная резолюция военного министра генерал-адъютанта Д. А. Милютина от 6 сентября 1872 года, что «император Высочайше соизволил дать Зеленину мундир и полную пенсию по чину подполковника», при этом выплачена была и пенсия из эмеритальной кассы.
Известно, что по состоянию на 1891 год Зеленин служил членом местного Оренбургского управления Крестьянского поземельного банка, причём, как отмечал И. Н. Захарьин, в своём возрасте (около 73 лет) он «на столько был бодр и крепок», что, довольствуясь своей шестисот-рублёвой пенсией, служил там «безвозмездно».
Скончался Зеленин не позднее 1894 года.

## Записки Зеленина
О своих Среднеазиатских экспедициях Зеленин оставил «Записки», которые позже предал проживавшему в 1889—1890 годах в Оренбурге И. Н. Захарьину (псевд. Якунин). Последний, высоко оценив их значение, использовал их при написании очерка «Зимний поход в Хиву в 1839 году. По рассказам и запискам очевидцев», опубликованного им в «Русском архиве» в 1891 году.
Уже после смерти Зеленина, взяв по большей части за основу его записки и отмечая при этом, что до того таких «чрезвычайно интересных и характерных подробностей» он не встречал ни в официальном описании, ни в одном из специальных военных журналов, Захарьин опубликовал в 1894 году в «Историческом вестнике» очерк «Посольство в Хиву в 1842 году. (По рассказам и запискам очевидца)». Позже, в 1898 году, те очерки вышли и отдельным изданием.
Также, вскоре после смерти Зеленина, в 1894 году П. Л. Юдин, сопоставив архивные данные с «Записками» Зеленина, опубликовал в 1894 году в «Русской старине» очерк «Адаевский бунт на полуострове Мангышлак в 1870 г.».

## Чинопроизводство
- Вступил в службу (03.02.1834)
- Унтер-офицер (06.12.1837)
- Прапорщик (17.04.1843) — За отличие по службе.
- Подпоручик (30.03.1852) — За отличие по службе.
- Поручик (15.04.1856) — На вакансию.
- Штабс-капитан (17.04.1861)
- Капитан (19.04.1864) — На вакансию.
- Майор по армейской пехоте (13.08.1866) — Переименован, со старшинством в прежнем чине (19.04.1864).
- Подполковник (26.07.1871) — За военные отличия.

## Награды
- Орден Святого Станислава 3-й степени (11.02.1859) — За труды, понесённые в миссии, посылавшейся в Хиву и Бухару.
- Орден Святой Анны 3-й степени с мечами и бантом (14.07.1864) — За труды в экспедиции по исследованию низовьев р. Эмбы и за распорядительность при отражении напавших на отряд адаевцев.
- Орден Святого Станислава 2-й степени (29.05.1868)
- Орден Святого Владимира 4-й степени «25 лет» (22.09.1868)

## Семья
Жена — Аграфена, дочь гиттенфервалтера 10-го класса Дормидонта Савостьянова.
Дети
- Августа (род. 20.11.1852)
- Екатерина (род. 9.11.1856)
- Лидия (род. 6.02.1860)
- Владимир (род. 22.06.1865)